# RCH 155自行榴弹炮

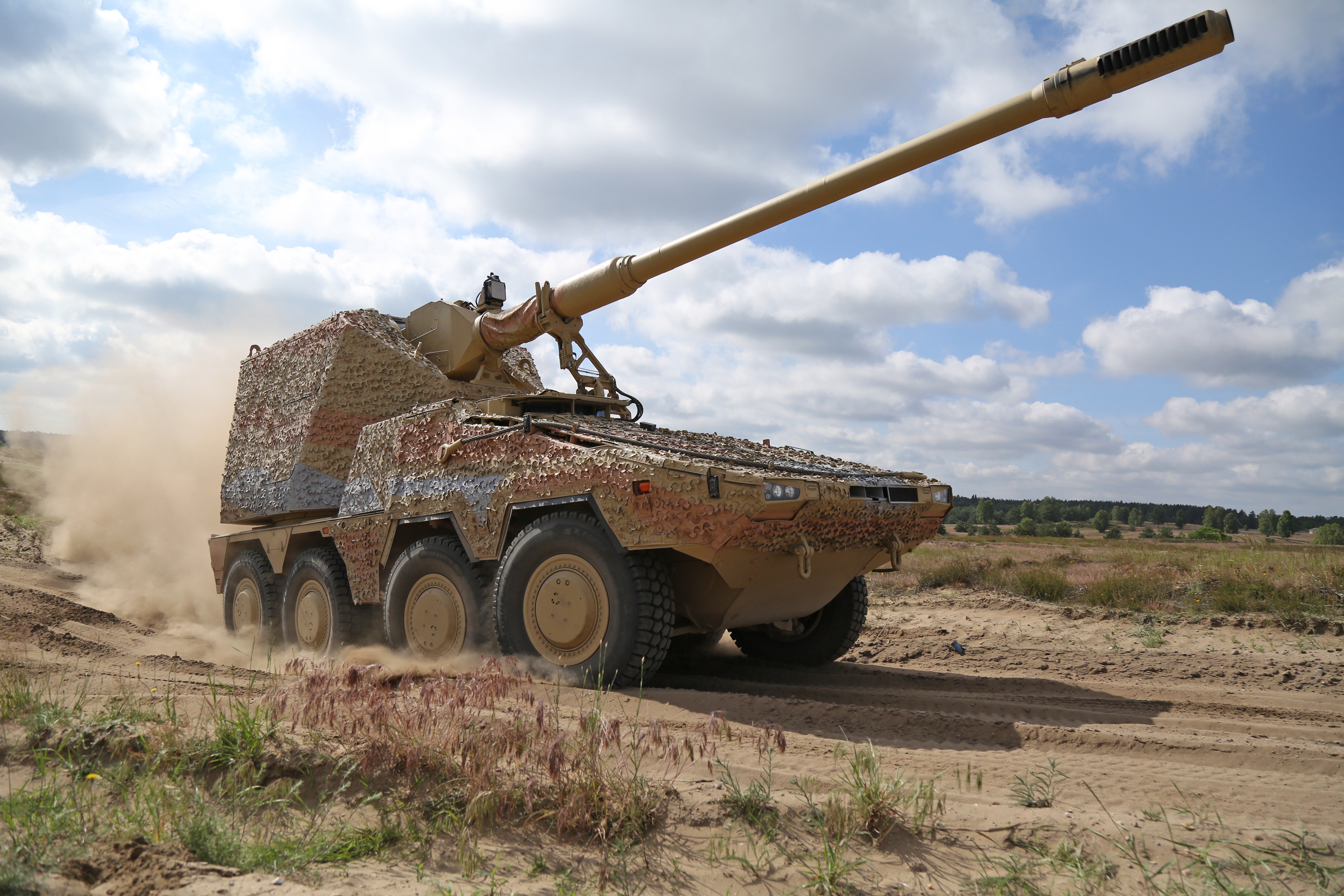
RCH 155自行榴彈炮

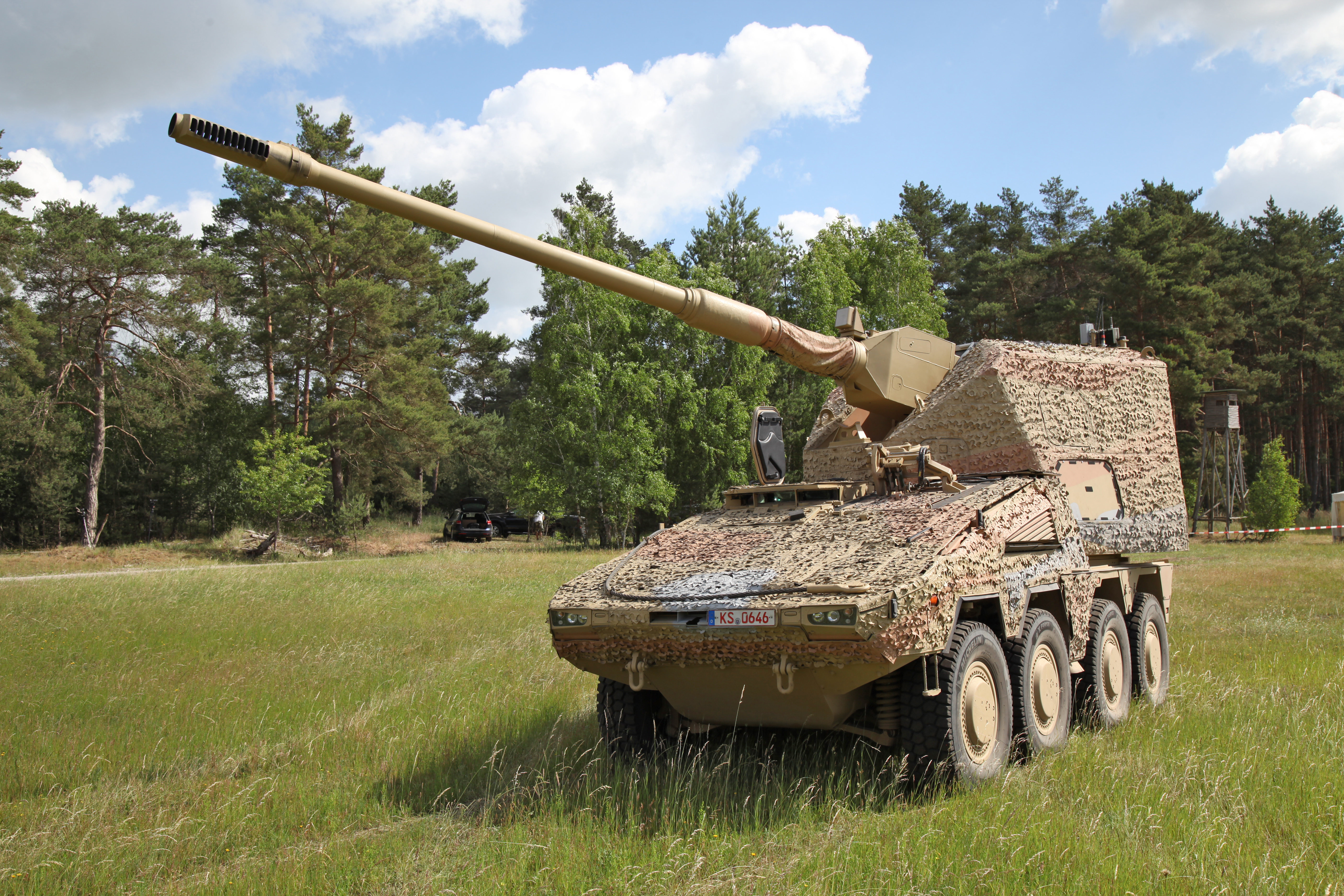
RCH 155自行榴彈炮

RCH 155自行榴彈炮（Remotely Controlled Howitzer），是一種由德國克勞斯-瑪菲·威格曼（KMW）公司开发的155mm火炮系统。该系统采用了许多PzH2000自行榴彈砲的技术，但被设计为一种更加紧凑的遥控无人炮塔，以便实现用空中巴士A400M进行空运，以求获得较PzH-2000更佳的战略机动性。在试验中，该系统于2分19秒内发射了10枚炮弹。而仅有的两名乘员则坐在与炮塔完全分离的装甲座舱中。
该火炮系统有装置在拳師裝甲車与ASCOD步兵戰車底盘上的原型车。

## 使用国

### 未来：
乌克兰 2022年9月18日，乌克兰政府寻求向KMW订购16辆RCH 155火炮德国政府批准了此项交易，但交货应不早于2025年。